# Echeandia pihuamensis
Echeandia pihuamensis är en sparrisväxtart som beskrevs av Robert William Cruden. Echeandia pihuamensis ingår i släktet Echeandia och familjen sparrisväxter. Inga underarter finns listade i Catalogue of Life.